# Wakriya AC
Der Wakriya Athletic Club de Boké, auch bekannt als Wakriya AC, ist ein guineischer Fußballverein aus dem Ort Boké. Aktuell spielt der Verein in der höchsten Liga des Landes, der Ligue 1.

## Geschichte
Gegründet wurde der Verein im Janr 2007. Der Verein gehört aktuell zu den stärksten seines Landes und konnte 2018/19 das Finale des Guinée Coupe Nationale erreichen, wo sie nur knapp dem Rekordsieger Horoya AC unterlagen. In der Saison 2020/21 belegte man in der Meisterschaft den dritten Tabellenplatz.

## Erfolge
- Guineischer Pokalfinalist: 2018

## Stadion
Der Verein trägt seine Heimspiele im Stade du 1er mai aus.

## Internationale Spiele
| Wettbewerb                    | Runde         | Gegner                 | Hinspiel      | Rückspiel |
| ----------------------------- | ------------- | ---------------------- | ------------- | --------- |
| Wakriya AC Boké               |               |                        |               |           |
| CAF Confederation Cup 2018/19 | Qualifikation | Salitas FC Ouagadougou | 0:2 (A)       | 3:1 (H)   |
| CAF Confederation Cup 2021/22 | Qualifikation | Diambars FC de Saly    | 0:3 (Wertung) |           |